# Ratnawica
Ratnawica (łem.  Ratnawycia) – nieistniejąca wieś w Polsce położona w województwie podkarpackim, w powiecie sanockim, w gminie Bukowsko. Mimo to miejscowość jest odnotowana przez GUS w rejestrze TERYT jako miejscowość podstawowa.

## Historia
Osada przed rokiem 1340 wchodziła w skład systemu obronnego Sanoka. Zapewne było to miejsce związane z wojną, walką pobojowisko, podobnie jak przyległe Zboiska. Od 1340 do 1772 ziemia sanocka, województwo ruskie. Ratnawicza 1441, Ratnawicza, Rathnavycza XV wiek, Ratnawice 1561, Ratnawica 1678. Jako nazwa wskazuje związek z walką st. słowian. rat walka, w pol. racica. Prawdopodobnie wieś lokowana była przez księcia Jerzego II, jako wieś służebna grodu sanockiego. Pierwsza wzmianka pochodzi z roku 1441. Wieś powstała na gruntach wsi należących wcześniej do Niebieszczan. Własność Fryderyka Myssnara z Jaćmierza (1449), miecznika sanockiego. Ratnawica na północy graniczyła ze Zboiskami, na wschodzie z Niebieszczanami, na południu z Zawadką, a na zachodzie z Wolicą i Bełchówką. 
Od 1772 do 1852 cyrkuł leski następnie sanocki. Od 1867 powiat sanocki, gmina Bukowsko w Galicji.
W połowie XIX wieku właścicielem posiadłości tabularnej w Ratnawicy był Jan Truskolaski. Na przełomie XIX/XX wieku, własność szlachecka, dobra rodu Truskolaskich. W 1911 właścicielem tabularnym był Mojżesz Kanner, posiadający 129 ha.
Pod koniec XIX wieku Ratnawica zajmowała obszar 2,94 km² powierzchni, licząc 214 mieszkańców zamieszkujących 35 domów. Do 1914 powiat sądowy Sanok, gmina Bukowsko.
Wieś przestała istnieć po II wojnie światowej, kiedy to cała ludność łemkowska została wysiedlona. Do pozostałości wsi należy niewielki cmentarz z zachowanymi nagrobkami. 
W latach 1975–1998 miejscowość położona była w województwie krośnieńskim.

## Religia
Z dokumentów kościelnych jest wiadome, że pierwszy kościół został wybudowany tu w roku 1670. W roku 1861 w Ratnawicy powstał nowy kościół zaopatrzony w dzwon z datą 1686. Nieremontowana i podupadła świątynia została w roku 1955 zburzona.
Parafia łacińska w Bukowsku. Parafia greckokatolicka w Wolicy. Na miejscu znajdował się kościół filialny pw. św. Mikołaja Biskupa, (225 wiernych).

## Mieszkańcy
Nazwiska mieszkańców od roku 1772 do XIX wieku: Bąk, Bardon, Breita, Cyganik, Czopik, Kramar, Kramarz, Kołyk, Kuszewski, Melinger, Tymczyszyn, Wolk.